# Yamakita
Yamakita (山北町?) è una cittadina giapponese della prefettura di Kanagawa.